# Trypeta apicalis
Trypeta apicalis är en tvåvingeart som först beskrevs av Shinji 1939.  Trypeta apicalis ingår i släktet Trypeta och familjen borrflugor. Inga underarter finns listade i Catalogue of Life.